# Street Fighter II, le film
Street Fighter II, le film (ストリートファイター II MOVIE, Sutorīto Faitā Tsū Mūbī) est un anime de Gisaburō Sugii sorti en 1994.

## Synopsis
Ryu et Sagat s'affrontent au beau milieu d'une route, sous une tempête, et le combat sera finalement remporté par le Japonais. Albert Sellers, un politicien, se fait assassiner par Cammy White, une agente du MI6 que les agents d'Interpol ont réussi à arrêter, mais pendant son interrogatoire, elle révèle n'avoir aucun souvenir. Chun-Li travaille également pour Interpol et décide de mener une enquête sur une organisation criminelle connue sous le nom de Shadowlaw, dont leur chef est M. Bison. Pour cela, elle demande l'aide de Guile qui travaille pour les forces armées américaines.
Le tyran cherche à rassembler les combattants de rue afin de constituer une armée pour son organisation. Ken Masters, le meilleur ami de Ryu, est quant à lui en couple avec Lisa. Pendant ce temps, Ryu continue son aventure en solitaire et fait la connaissance d'un combattant et star de cinéma de Hong-Hong : Fei Long. Obligé de l'affronter dans un combat singulier, il le bat sans grande difficulté, puis ils finissent par sympathiser et devenir amis. Un soir, Ken affronte dans un entrepôt le colosse Thunder Hawk, un amérindien de nationalité mexicaine. Il le bat sans problème avec le Sho-Ryu-Ken. Arrivé à Calcutta, Ryu bouscule accidentellement une petite fille qui apporte du lait à sa mère et lui donne de l'argent en guise de dédommagement. Il va également faire la rencontre d'Edmond Honda, un combattant de sumo de même nationalité que lui, qui a battu Dhalsim, un bonze venant d'Inde. Plus tard, la même petite fille qu'il a bousculée lui rapporte de la monnaie, mais est à nouveau bousculée par un homme de main de ShadowLaw qui est abattu froidement. Le combattant japonais neutralise les terroristes, mais l'un d'eux prend la fuite en voiture. La petite est transportée à l'hôpital en ambulance, puis Honda rencontre son compatriote pour lui offrir la moitié des gains qu'il a gagnés.
Chun-Li essaie de convaincre Guile de travailler ensemble, mais après avoir hésité, le militaire change d'avis et accepte de collaborer avec elle. Ils commencent à enquêter et font la rencontre de Dee Jay, un jamaïcain passionné de musique. Ils le mettent en garde face à la menace de Shadowlaw et demande son aide pour faire passer le message à tous les combattants. À Las Vegas, un combat entre Zangief et Blanka est organisé. Chez elle, Chun-Li se fait attaquer par Vega, mais elle réussit à le battre, bien qu'elle soit blessée à plusieurs reprises par ce dernier pendant leur combat. Retrouvée par Guile, elle est amenée aux urgences à l'hôpital et au bloc opératoire. Après avoir raccompagné sa compagne chez elle, Ken se fait enlever par M. Bison. Le tyran le met sous son contrôle mental et fait de lui un de ses subordonnés. Ryu rejoint Honda chez lui, mais les deux Japonais font ensuite la rencontre de Guile et leur apprend l'enlèvement de Ken par le tyran qui rejoint ensuite les trois hommes. Ryu est contraint d'affronter son meilleur ami, mais à mesure que le combat avance, Ken reprend petit à petit ses esprits et se libère du contrôle de Bison. Déçu, le chef de Shadowlaw paralyse les jambes du combattant américain, puis affronte Ryu après avoir neutralisé Guile. Ayant réussi à se débarrasser de sa paralysie, Ken vient prêter main-forte à Ryu et ensemble, ils réussissent à battre Bison avec un double Ha-Do-Ken. Guile retrouve Chun-Li à l'hôpital (qui fait semblant d'être morte) et l'informe que Bison a été mis hors d'état de nuire. La chinoise se réveille et le félicite avec un câlin. Ken est rejoint par sa compagne et Ryu continue son aventure en solitaire avant d'être rattrapé par Bison qui engage le combat avec lui.

## Fiche technique
- Titre français : Street Fighter II, le film
- Titre américain : Street Fighter II: The Animated Movie
- Titre original : Sutorīto Faitā Tsū Mūbī (ストリートファイター II MOVIE?)
- Réalisation : Gisaburō Sugii
- Scénario : Gisaburō Sugii et Kenichi Imai
- Musique : Tetsuya Komuro et Yuji Toriyama (version anglophone : Cory Lerios et John D'Andrea)
- Animateur : Atsushi Aono
- Production : Kenzo Tsujimoto

Producteur délégué : Akio Sakai
Producteurs associés : Mitsuhisa Hida, Megumu Sugiyama et Takeshi Sekiguchi
- Société de production : Capcom Entertainment
- Société d'animation : Group TAC
- Genre : anime
- Durée : 102 minutes
- Pays d'origine :  Japon
- Langue originale : japonais
- Dates de sortie[1] :

 Japon : 6 août 1994
 États-Unis : 14 novembre 1995

## Distribution

### Voix originales japonaises
- Kôjiro Shimizu : Ryû
- Kenji Haga : Ken Masters
- Miki Fujitani : Chun-Li
- Masane Tsukayama : Guile
- Masakatsu Funaki : Fei Long
- Ginzô Matsuo : Deejay
- Shôzô Iizuka : Thunder Hawk
- Yôko Sasaki : Cammy White
- Daisuke Gôri : Edmond Honda
- Yukimasa Kishino : Dhalsim
- Unshô Ishizuka : Blanka
- Tetsuo Kanao (en) : Zangief
- Chikao Ôtsuka : le vieux scientifique
- Kaneto Shiozawa : Balrog[2]
- Shigezô Sasaoka : Sagat
- Jōji Nakata : Mike Bison[2]
- Hiromi Tsuru : Eliza
- Hideyo Amamoto : Gôken
- Yoshiyuki Yukino : Soldat A
- Yasunori Masutani : homme C
- Makiko Ōmoto : voix au téléphone
- Atsushi Kisaichi : pilote VTOL
- Takeshi Kusaka : Vega[2]

### Voix américaines
- Skip Stellrecht : Ryu (crédité Hank Smith)
- Eddie Frierson : Ken Masters (crédité Ted Richards)
- Lia Sargent : Chun-Li (créditée Mary Briscoe)
- Tom Wyner : Lord M. Bison (crédité Phil Matthews)
- Kirk Thornton : Captain Guile (crédité Donald Lee)
- William Johnson : Zangief
- Beau Billingslea : Dee Jay (crédité John Hammond)
- Richard Epcar : Edmond Honda (crédité Patrick Gilbert)
- Richard Cansino : Vega (crédité Steve Davis)
- Peter Spellos : Sagat (crédité David Conrad)
- Debra Rogers : Cammy White (créditée S.J. Charvin)
- Tom Carlton : Blanka / Jimmy
- Don Carey : Dhalsim
- Joe Romersa : Balrog (crédité Joe Michaels)
- Toni Burke : Eliza
- Steve Blum : annonceur sur le ring (crédité Roger Canfield)
- Bryan Cranston : Fei Long (crédité Phil Williams)
- Leo Gray : vieil homme
- Steve Bulen : enquêteur A (crédité Scott Ponsov)
- Dougary Grant : réalisateur (crédité Michael Porter)
- Susan Sheffer : promoteur
- Jimmy Theodore : enquêteur B (crédité Stephen Platt)
- Ben Parks : officier
- Milton James : Senoh (crédité Murry Williams)
- Donald Salin : terroriste
- George Celik : Master
- Mike Reynolds : ministre Sellers (crédité Peter Brooks)

### Voix françaises
- Guy Chapellier : Ryû
- Philippe Vincent : Ken Masters
- Sybille Tureau : Chun-Li, Cammy White
- Pascal Renwick : Guile
- Alain Marguerite : Fei Long, Dhalsim, Sagat
- Michel Vigné : M. Bison[2]
- Patrick Borg : Deejay, Balrog[2], Zangief, Vega
- Gérard Berner : Edmond Honda, Thunder Hawk
- Anne Jolivet : Eliza

## Bande originale

### Version anglaise
La musique de la version anglophone, plus orientée rock alternatif/grunge, est composée par Cory Lerios et John D'Andrea.